# Sacha Killeya-Jones
Sacha Liam Killeya-Jones (Highland Park, Nueva Jersey, 10 de agosto de 1998) es un baloncestista estadounidense, con nacionalidad británica, que pertenece a la plantilla de Kawasaki Brave Thunders de la B.League japonesa. Con 2,11 metros de estatura, juega en la posición de pívot. Es internacional absoluto con la selección de Gran Bretaña.

## Trayectoria deportiva

### Universidad
Es un jugador formado en el Woodberry Forest School de Woodberry Forest en Virginia y en el Virginia Episcopal School de Lynchburg, Virginia, antes de ingresar en 2016 en la Universidad de Kentucky, donde jugaría desde 2016 a 2018 en los Wildcats de la División I de la NCAA.
En 2018, ingresaría en la Universidad Estatal de Carolina del Norte pero debido a las reglas de transferencia de la National Collegiate Athletic Association (NCAA), no llegaría a jugar con los NC State Wolfpack, pasando el año en blanco. 
El 28 de febrero de 2019, antes de ser elegible para jugar, Killeya-Jones dejó NC State Wolfpack para iniciar su carrera profesional.

### Profesional
En abril de 2019, se unió a Get Better Academy, una academia privada de baloncesto con sede en Praga. Jugó 12 partidos con el BC Sparta Praha de la 1.Liga, la liga checa de baloncesto de segunda división, y promedió 18,7 puntos y 8,3 rebotes por partido. 
El 11 de julio de 2019, firmó con Basketball Löwen Braunschweig de la Basketball Bundesliga, pero no jugó ningún partido oficial con el equipo. 
En la temporada 2019-20, firmó con Kalev/Cramo, un equipo de Estonia que compite en la Liga de Baloncesto Letonia-Estonia y la Liga VTB United, en el que promedió 10,3 puntos y 4 rebotes por partido. 
El 13 de julio de 2020, firmó con MKS Dąbrowa Górnicza de la Liga Polaca de Baloncesto, donde promedió 19 puntos, 8,9 rebotes, 2 asistencias y 2 bloqueos por partido, pero dejó el equipo en enero de 2021. 
El 23 de agosto de 2021, firmó con Hapoel Galil Gilboa de la Ligat ha'Al, la primera categoría del baloncesto de Israel.
En julio de 2022, firma un contrato de exhibición de 10 días con Oklahoma City Thunder.
El 30 de junio de 2023 firma un contrato de una temporada con Surne Bilbao Basket de la Liga Endesa.
El 3 de julio de 2024, firma por el Kawasaki Brave Thunders de la B.League japonesa.

## Selección nacional
Killeya-Jones posee doble nacionalidad estadounidense y británica, ya que su madre nació en Gran Bretaña. En agosto de 2017, con 18 años fue convocado por la selección absoluta de Gran Bretaña y debutó frente a Israel donde anotaría 9 puntos. Más tarde, disputaría las eliminatorias del FIBA EuroBasket 2022.